# Vilarmaior
Vilarmaior és un municipi de la província de la Corunya a Galícia. Pertany a la Comarca de Betanzos.
| 3.062 | 3.124 | 2.830 | 1.929 | 1.362 |
| Fonts: INE i IGE (Els criteris de registre censal variaren i les dades de l'INE i de l'IGE poden no coincidir.) |       |       |       |       |

## Parròquies
Doroña (Santa María), Goimil (San Cristovo), Grandal (San Pedro), Torres (San Xorxe), Vilamateo (Santiago) i Vilarmaior (San Pedro).